# Minidish

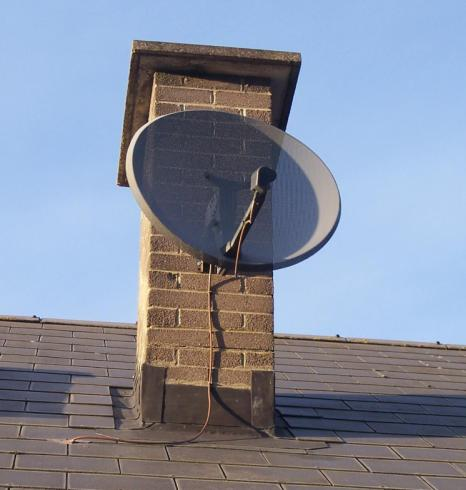
Parabola Sky Minidish

Minidish je jméno speciální paraboly, dodávané zákazníkům satelitní platformy Sky. Tato parabola je neobvyklá tím, že má výrazně oválný tvar. Přijímá signály v pásmech X band a Ku band. 

## Verze
Existují dvě velikosti této paraboly:
- Zone 1 – pro jižní Anglii, která měla vertikálně 43cm, od roku 2009 je vertikálně 50 cm,
- Zone 2 – pro Wales, Severní Irsko a Irskou republiku, Skotsko a severní Anglii, která má vertikálně 57 cm.